# Anton Tauf
Anton Tauf (n. 18 aprilie 1946, Baia Mare, Regatul României – d. 20 noiembrie 2018, Cluj-Napoca, România) a fost un actor, regizor și profesor, director al Teatrului Național din Cluj, în perioada 1992-1993, director al Teatrului Dramatic din Baia-Mare în perioada 1995-2002.

## Studii
- Institutul de Artă Teatrală și Cinematografică „I.L. Caragiale“, București, promoția 1968, clasa prof. Beate Fredanov și Octavian Cotescu.

## Filmografie
- Ultima noapte a copilăriei (1968)
- Vifornița (1973)
- Ultima frontieră a morții (1979)
- Încrederea (1986)
- Miracolul (1988)
- Feedback (2006)[3]
- Transylvania (2006)[4]

### Premii
- Premiul pentru Cel Mai Bun Actor pentru rolul titular din spectacolul BARRYMORE de William Luce, regia Tudor Lucanu, la cea de-a XIX-a ediție a Festivalului de Teatru Scurt de la Oradea, 2013.

## Familie
A fost soțul artistei Judith Hirsch și tatăl scriitorului Anton Tauf (1977-2015).

## Legături externe
- http://www.teatrulnationalcluj.ro/act-90/anton-tauf/
- http://www.modernism.ro/2013/01/22/actorii-si-fotograful-carturesti-verona-bucuresti/
- http://www.imdb.com/name/nm0851480/bio?ref_=nm_ov_bio_sm